# Danilo Arona
Danilo Arona (Alessandria, 28 maggio 1950) è uno scrittore e saggista italiano.

## Biografia
Considerato come uno degli scrittori più rappresentativi della narrativa fantastica e mystery italiana    , Arona nasce ad Alessandria nel 1950, comincia a scrivere recensioni cinematografiche per una fanzine ligure, Kronos,  ed esordisce nella letteratura nel 1974 come saggista, pubblicando il libro Guida al fantacinema, edito da Gammalibri. Diventato poi giornalista, assieme ad altri saggi sul cinema dell'orrore (e non solo), comincia a scrivere racconti e nel 1986 esordisce come romanziere per la defunta Edizioni Amnesia. Nel 2006 scrive per Dario Flaccovio Editore il suo libro più noto, Cronache da Bassanvilla,  nel 2009 pubblica il mystery Santanta, per la Perdisa Pop di Luigi Bernardi. Nel 2011 è secondo classificato nel premio letterario Premio Italia con il suo romanzo Bad Vision, edito da Mondadori, collana Urania  mentre nel 2018, per Watson Edizioni, esce in libreria L'inquietante bottega delle piante fatali, prima sua opera che mescola il fantasy in una struttura da chamber drama  . Nel 2022, assieme a Edoardo Rosati, scrive il saggio d'indagine Il grande libro di Satana, ancora per Mondadori. 

## Opere

### Saggi
- Guida al fantacinema, Gammalibri
- Guida al cinema horror, Ripostes
- Nuova guida al fantacinema - La maschera, la carne, il contagio, Puntozero
- Tutte storie - Immaginario italiano e leggende contemporanee, Costa & Nolan 1994
- Satana ti vuole (con Gian Maria Panizza), Corbaccio, 1994
- Vien di notte l'Uomo Nero - Il cinema di Stephen King, Falsopiano 1997
- Possessione mediatica, Marco Tropea Editore, 1998
- Wes Craven - Il buio oltre la siepe, Falsopiano, 1999
- L'esorcista, il cinema, il mito (con Daniela Catelli), Falsopiano, 2003
- Gli uccelli di Alfred Hitchcock, Un Mondo a Parte, 2010
- L'alba degli zombie (con Pascarella e Santoro), Gargoyle Books, 2011
- Mary Wollstonecraft Shelley, George Gordon Byron, John Polidori, La notte di Villa Diodati, traduzione di Sarah Russo, saggio introduttivo di Danilo Arona, collana Le Sfingi, Nova Delphi Libri, 2011,  p. 388, ISBN 978-88-97376-07-1.
- L'oscuro bagliore dell'Uomo Nero (con Edoardo Rosati), INK, 2018
- The Birds - Il soprannaturale secondo Hitchcock, Weird Book, 2021
- Il grande libro di Satana (con Edoardo Rosati), Mondadori, 2022

### Romanzi
- La penombra del gufo, Amnesia
- Un brivido sulla schiena del Drago, Amnesia
- La pianura fa paura, Editoriale AGP
- Il vento urla Mary, PuntoZero
- Rock, Solid Books 2002
- L'ombra del dio alato, Marco Tropea, 2003
- L'esorcista, il cinema, il mito, Falsopiano, 2003
- Palo Mayombe, Dario Flaccovio, 2004
- La stazione del dio del suono, Larcher, 2004
- Cronache di Bassavilla, Dario Flaccovio, 2006
- Black Magic Woman, Frilli, 2006
- Finis Terrae, Segretissimo Mondadori, 2007
- Melissa Parker e l'incendio perfetto, Dino Audino, 2007
- Santanta, Perdisa, 2008
- L'estate di Montebuio, Gargoyle Books, 2009
- Ritorno a Bassavilla, Edizioni XII, 2009
- Bad Visions, Epix (supplemento di Urania Mondadori), 2009
- Palo Mayombe 2011, Kipple Officina Libraria, 2011
- Malapunta (come Morgan Perdinka), Edizioni XII, 2011
- Rock - I delitti dell'Uomo Nero, Edizioni della sera, 2011
- Morbo Veneziano, graphic novel con disegni di Massimiliano Gallo, Cut-Up Edizioni, 2011
- L'autunno di Montebuio (con Micol des Gouges), Nero Press, 2012
- Vento bastardo, IRIS 4, 2012
- Protocollo Stonehenge (con Edoardo Rosati, e-book), Mezzotints, 2013
- Io sono le voci, Anordest, 2013
- La croce sulle labbra (con Edoardo Rosati), Anordest, 2014
- Malapunta, l'isola dell'ultimo giorno, Mezzotints, 2014
- Croatoan Sound, Neropress, 2014
- Malapunta, l'isola dei sogni divoratori, Cut Up, 2015
- Km 98 (con Edoardo Rosati), Anordest, 2015
- Melissa Syndrome, graphic novel con Edoardo Rosati e disegni di Paolo Bertolotti, Edinkiostro, 2015
- Ghost in the Machine (The Tube Nomads), e-book, Delos Digital, 2015
- Solo il mare intorno (con Angelo Marenzana e Luigi Milani), Nero Press, 2016
- Le maledizioni di Bassavilla, a cura di Danilo Arona, AA VV, Del Miglio, 2016
- Medical Noir (con Edoardo Rosati, e-book), Acheron Books, 2016
- Land's End - Il teorema della distruzione (con Sabina Guidotti), Meridiano Zero, 2016
- Blue Siren e l'ultimo giro di vite, Kipple, 2016
- Morgan e il Buio, Vincent Books, 2017
- L'inquietante bottega delle piante fatali, Watson, 2017
- La maledizione della croce sulle labbra (con Edoardo Rosati), INK, 2018
- L'ultima storia da raccontare (con Angelo Marenzana), Watson, 2018
- Montebuio (il ritorno), Weird Book, 2020
- Il Ritorno di Pazuzu, Scheletri Ebook, 2021
- Oscure Varianti, Scheletri Ebook, 2022
- L'orologio con le lancette che girano al contrario, Scheletri Ebook, 2025